# Karel Král
Karel Král (* 31. května 1953 Praha) je český antikvář a divadelní dramaturg.
K divadlu se dostal již v dětském věku. Vyučil se knihkupcem a poté působil jako antikvář v Praze. Dálkově vystudoval obor divadelní věda a pracoval přitom v Divadelním ústavu.
V roce 1990 se stal šéfredaktorem nově vzniklého časopisu Svět a divadlo, který nahradil původní Bulletin, a v roce 1993 založil mezinárodní festival Divadlo v Plzni, jehož hlavním dramaturgem byl do roku 2001. Poté založil festival Ohromné maličkosti zaměřený na kratší divadelní a hudební produkce.
Inicioval vznik řady her českých i zahraničních autorů, a to i formou mezinárodní soutěže o Cenu Ferdinanda Vaňka. Své názory na vývoj současného divadla uvádí na svém blogu Když se láme chleba. Otázkám humoru a korektnosti zasvětil blog Co je tady k smíchu.